# خاستگاه بایونتا: سرزا و شیطان گمشده
خاستگاه بایونتا: سرزا و شیطان گمشده (ژاپنی: ベヨネッタ オリジンズ: セレッサと迷子の悪魔 هپبورن: Beyonetta Orijinzu: Seressa to Maigo no Akuma) یک بازی ویدئویی به سبک اکشن-ماجراجویی است که توسط پلاتینیوم گیمز توسعه یافته و به‌وسیلهٔ نینتندو در مارس ۲۰۲۳ و به‌طور انحصاری برای کنسول نینتندو سوئیچ منتشر شده‌است. این بازی پیش‌درآمدی بر مجموعه بایونتا به‌شمار می‌رود، که داستان قهرمان اصلی این مجموعه به عنوان جادوگری جوان به نام سرزا را روایت می‌کند.